# Кагамі Юка
Юка Кагамі  (яп. 鏡優翔; нар. 14 вересня 2001, Ямаґата, префектура Ямаґата) — японська борчиня вільного стилю, олімпійська чемпіонка 2024 року, чемпіонка та бронзова призерка чемпіонатів світу, чемпіонка та срібна призерка чемпіонатів Азії, володарка Кубку світу. Триразова чемпіонка світу в молодших вікових групах, бронзова призерка Літніх юнацьких Олімпійських ігор.

## Життєпис
Юка Кагамі народилася в місті Ямаґата. Її родина переїхала до Сімоцуке, префектура Тотіґі, коли вона пішла у початкову школу. Під впливом свого батька та старшого брата, які мали досвід змагань, дівчина почала боротися в клубі «Shimotsuke Thunder Kids», коли навчалася в першому класі початкової школи «Suzumiya Minami». Вона швидко прогресувала, вигравши чотири поспіль національні чемпіонати з третього по шостий класи.
Навчається в університеті Тойо.

## Спортивні результати на міжнародних змаганнях

### Виступи на Олімпіадах
| Змагання                    | Збірна | Вагова категорія          | Місце  |
| --------------------------- | ------ | ------------------------- | ------ |
| Літні Олімпійські ігри 2024 | Японія | жіноча боротьба, до 76 кг | Золото |

### Виступи на Чемпіонатах світу
| Змагання                        | Збірна | Вагова категорія          | Місце  |
| ------------------------------- | ------ | ------------------------- | ------ |
| Чемпіонат світу з боротьби 2022 | Японія | жіноча боротьба, до 76 кг | Бронза |
| Чемпіонат світу з боротьби 2023 | Японія | жіноча боротьба, до 76 кг | Золото |

### Виступи на Чемпіонатах Азії
| Змагання                       | Збірна | Вагова категорія          | Місце  |
| ------------------------------ | ------ | ------------------------- | ------ |
| Чемпіонат Азії з боротьби 2019 | Японія | жіноча боротьба, до 72 кг | Золото |
| Чемпіонат Азії з боротьби 2022 | Японія | жіноча боротьба, до 76 кг | Срібло |

### Виступи на Кубках світу
| Змагання                    | Збірна | Вагова категорія | Місце  |
| --------------------------- | ------ | ---------------- | ------ |
| Кубок світу з боротьби 2019 | Японія | команда          | Золото |

### Виступи на інших змаганнях
| Змагання                                         | Збірна | Вагова категорія          | Місце  |
| ------------------------------------------------ | ------ | ------------------------- | ------ |
| Чемпіонат Японії з боротьби 2018                 | Японія | жіноча боротьба, до 72 кг | Золото |
| Гран-прі «Іван Яригін» 2019                      | Японія | жіноча боротьба, до 72 кг | Срібло |
| Klippan Lady Open 2019                           | Японія | жіноча боротьба, до 72 кг | Бронза |
| Klippan Lady Open 2020                           | Японія | жіноча боротьба, до 76 кг | Золото |
| Чемпіонат Японії з боротьби 2020                 | Японія | жіноча боротьба, до 76 кг | Золото |
| Всеяпонський відкритий чемпіонат з боротьби 2021 | Японія | жіноча боротьба, до 76 кг | Срібло |

### Виступи на змаганнях молодших вікових груп
| Змагання                                          | Збірна | Вагова категорія          | Місце  |
| ------------------------------------------------- | ------ | ------------------------- | ------ |
| Чемпіонат Азії з боротьби серед кадетів 2016      | Японія | жіноча боротьба, до 65 кг | Бронза |
| Чемпіонат світу з боротьби серед кадетів 2017     | Японія | жіноча боротьба, до 70 кг | Золото |
| Чемпіонат Азії з боротьби серед кадетів 2018      | Японія | жіноча боротьба, до 73 кг | Золото |
| Чемпіонат світу з боротьби серед кадетів 2018     | Японія | жіноча боротьба, до 73 кг | Золото |
| Літні юнацькі Олімпійські ігри серед кадетів 2018 | Японія | жіноча боротьба, до 73 кг | Бронза |
| Чемпіонат світу з боротьби серед юніорів 2019     | Японія | жіноча боротьба, до 72 кг | Золото |
| Чемпіонат світу з боротьби серед молоді 2019      | Японія | жіноча боротьба, до 76 кг | Срібло |